# Rivière Vermillon (rivière Chigoubiche)
Pour les articles homonymes, voir Vermillon (homonymie).
La rivière Vermillon est un affluent de rivière Chigoubiche, coulant dans le territoire non organisé de Lac-Ashuapmushuan dans la municipalité régionale de comté (MRC) du Domaine-du-Roy, dans la région administrative de Saguenay–Lac-Saint-Jean, dans la province de Québec, au Canada.
La vallée de la rivière Vermillon est surtout desservie par des routes forestières lesquelles se connectent vers le nord à la route 167,.
La foresterie (principalement la sylviculture) constitue la principale activité économique de cette vallée; les activités récréotouristiques, en second, principale à cause de la réserve faunique Ashuapmushuan.

## Géographie
La rivière Vermillon tire sa source à l'embouchure du lac Vermillon (longueur: 0,65 km de forme triangulaire; altitude: 579 m).
L'embouchure du lac Vermillon est située en zone forestière dans le territoire non organisé de Lac-Ashuapmushuan, à:
- 5,0 km au nord-est du cours de la rivière Trenche;
- 34,0 km au sud de l'embouchure de la rivière Vermillon;
- 22,7 km au sud du chemin de fer;
- 31,8 km au sud du cours de la rivière Ashuapmushuan[2].

À partir de l'embouchure du lac Vermillon, la rivière Vermillon coule sur 45,0 km avec une dénivellation de 299 m, entièrement en zone forestière, selon les segments suivants:
- 3,7 km vers le nord en recueillant deux décharges (venant de l'ouest) de petits lacs, en traversant le lac Persée (longueur: 1,3 km; altitude: 556 m) en fin de segment, jusqu'à son embouchure. Note: Le lac Persée recueillant du nord-ouest la décharge du lac Danaé;
- 10,0 km vers le nord, relativement en ligne droite (formant occasionnellement de petits serpentins) dans une vallée encaissée, en recueillant la décharge (venant du sud-est) des lacs Béost et Oiron, en recueillant la décharge d'un ensemble de lacs dont Viau et Recourbé, en formant une petit crochet vers l'est pour recueillir la décharge (venant du nord-est) du lac Andromède, jusqu'à un coude de rivière, correspondant à la décharge du lac Moïse (venant de l'ouest);
- 5,8 km vers l'est en formant une boucle vers le nord pour ensuite courber vers le sud-est afin de contourner une montagne, jusqu'à un coude de rivière (correspondant à la décharge (venant du sud-ouest) du lac Fourdrain);
- 10,6 km d'abord vers le nord jusqu'à un coude de rivière; formant une grande boucle vers l'est en recueillant la décharge (venant du sud-est) du lac Vacillant, recueillant neuf ruisseaux (venant de l'est), recueillant la décharge (venant du nord) du lac Melincourt; puis courbant vers le nord-ouest en recueillant la décharge (venant de l'est) du lac des Pinson; recueillant la décharge (venant du sud-ouest) du lac Maillardet, traversant le chemin de fer du Canadien National, jusqu'à un coude de rivière;
- 3,0 km vers l'est relativement en ligne droite, en s'éloignant progressivement du trajet du chemin de fer et en recueillant la décharge (venant du nord du Lac des Ventis), et en coupant la route 167, jusqu'au ruisseau Fernoël (venant du sud);
- 11,9 km formant une boucle vers l'est en début de segment, puis vers le nord relativement en ligne droite mais en formant de petits serpentins, en recueillant la décharge (venant du sud-est) des lacs Julien et Martin, en recueillant la décharge (venant de l'ouest) des lacs Buvilly et du Centaure, en recueillant la décharge (venant du sud-est) des lacs Poussard, Canivet et Croche, jusqu'à son embouchure[2].

La rivière Vermillon se déverse sur rive sud de la rivière Chigoubiche. Cette confluence est située en amont d'une série de rapides, et à:
- 2,4 km à l'ouest de l'embouchure de la rivière Chigoubiche;
- 63,5 km au nord-ouest du centre-ville de Saint-Félicien[2].

À partir de l’embouchure de la rivière Vermillon, le courant descend le cours de la  rivière Chigoubiche sur 2,9 km, le cours de la rivière Ashuapmushuan sur 59,8 km, puis traverse le lac Saint-Jean vers l'est sur 41,1 km (soit sa pleine longueur), emprunte le cours de la rivière Saguenay via la Petite Décharge sur 172,3 km vers l'est jusqu'à Tadoussac où il conflue avec l’estuaire du Saint-Laurent.

## Toponymie
Le toponyme « rivière Vermillon » a été officialisé le 5 décembre 1968 à la Banque des noms de lieux de la Commission de toponymie du Québec.